# Lactulosa
La lactulosa és un sucre sintètic no digerible (prebiòtic) que s'empra com a laxant en el tractament del restrenyiment crònic i en l'encefalopatia hepàtica. Es tracta d'un disacàrid basat en la fructosa i en la galactosa, l'enllaç que els uneix no pot ser escindit pels enzims del tracte digestiu. La lactulosa es produeix a partir de la lactosa i la fructosa mitjançant la β-galactosidasa, un enzim produït pel bacteri termòfil Sulfolobus solfataricus. També s'han trobat enzims candidats en altres bacteris del gènere Arthrobacter.
S'administra per via oral per al restrenyiment, i per via oral o rectal per a l'encefalopatia hepàtica. En general, comença a funcionar després de 8-12 hores, però pot trigar fins a 2 dies a millorar el restrenyiment.